# Siergiej Adian
Siergiej Iwanowicz Adian, ros. Серге́й Ива́нович Адя́н, orm. Սերգեյ Իվանովիչ Ադյան (ur. 1 stycznia 1931 w Gandży, zm. 5 maja 2020 w Moskwie) − rosyjski matematyk pochodzenia ormiańskiego, profesor Moskiewskiego Uniwersytetu Państwowego im. M.W. Łomonosowa. Znany był z pracy nad teorią grup, w szczególności nad jednym z jej zagadnień, zwanym problemem Burnside’a.

## Życiorys
Studiował w Erywaniu i Moskwie. Jego doradcą i współpracownikiem był Piotr Nowikow. Od 1965 pracował na Uniwersytecie Moskiewskim. Jednym z jego studentów był Aleksandr Razborow.
Pochowany na Cmentarzu Trojekurowskim w Moskwie. 
Nagrody i odznaczenia:
- Państwowa Nagroda Federacji Rosyjskiej (1999)
- Order Honoru (2011)